# Sauvigny-le-Beuréal
Sauvigny-le-Beuréal ist eine französische Gemeinde mit 67 Einwohnern (Stand: 1. Januar 2022) im Département Yonne in der Region Bourgogne-Franche-Comté (vor 2016 Bourgogne) im Osten Frankreichs. Die Gemeinde gehört zum Arrondissement Avallon und zum Kanton Chablis (bis 2015 Guillon). Die Einwohner werden Beurnichons genannt. 

## Geografie
Sauvigny-le-Beuréal liegt etwa 52 Kilometer südöstlich von Auxerre am Serein. Umgeben wird Sauvigny-le-Beuréal von den Nachbargemeinden Savigny-en-Terre-Plaine im Norden und Westen, Toutry im Osten und Nordosten, Vieux-Château im Osten, Sainte-Magnance im Süden und Südosten sowie Saint-André-en-Terre-Plaine im Westen und Südwesten.

## Einwohnerentwicklung
| Jahr                      | 1962 | 1968 | 1975 | 1982 | 1990 | 1999 | 2006 | 2013 |
| ------------------------- | ---- | ---- | ---- | ---- | ---- | ---- | ---- | ---- |
| Einwohner                 | 107  | 82   | 99   | 101  | 79   | 66   | 62   | 65   |
| Quelle: Cassini und INSEE |      |      |      |      |      |      |      |      |

## Sehenswürdigkeiten
- Kirche Immaculée-Conception aus dem 12. Jahrhundert
- Kapelle Saint-Marc
- Burgruine aus dem 12. Jahrhundert